# Cephalocoema simillima
Cephalocoema simillima is een rechtvleugelig insect uit de familie Proscopiidae. De wetenschappelijke naam van deze soort is voor het eerst geldig gepubliceerd in 1943 door Piza.